# Немировський Олег Анатолійович
Немировський Олег Анатолійович (27 квітня 1954) — український політик.
З квітня 2002 по березень 2005 — Народний депутат України 4-го скликання, обраний за списками Соціал-демократичної партії України (об'єднаної). З 16.11.2005 — в Народній партії